# Ascoli Calcio 1898 1972-1973
Questa voce raccoglie le informazioni riguardanti l'Ascoli Calcio 1898 nelle competizioni ufficiali della stagione 1972-1973.

## Stagione
Nella stagione 1972-1973 l'Ascoli disputa il campionato di Serie B, con 48 punti ottiene il quarto posto in classifica. Vince il campionato con 53 punti il Genoa, davanti alla coppia formata dal Cesena e dal Foggia con 49 punti, queste sono le tre promosse in Serie A, retrocedono in Serie C il Mantova e il Monza con 31 punti e il Lecco con 25 punti.
L'Associazione Sportiva Del Duca Ascoli si trasforma in Ascoli Calcio. Anche nel campionato cadetto continua a stupire l'Ascoli del presidente Costantino Rozzi e dell'allenatore Carlo Mazzone: dopo aver conquistato la Serie B la stagione scorsa, da matricola neopromossa in questa stagione la squadra bianconera si è classificata al quarto posto, a un solo punto dalle terze promosse. Disputa un girone di andata dove paga lo scotto del noviziato, con quattro sconfitte nelle prime sei giornate, piazzandosi con 21 punti a metà classifica, e un girone di ritorno pirotecnico, vinto con 27 punti. Resta per un soffio in Serie B ma con la convinzione di essere pronta al grande balzo nella massima serie. Con 16 reti il miglior realizzatore ascolano per questa stagione è Giuliano Bertarelli, che mette a segno 14 reti in campionato e 2 in Coppa Italia; in doppia cifra con 11 centri in campionato anche Renato Campanini.
In precampionato, nel girone estivo di Coppa Italia vinto dal Cagliari, l'Ascoli raccoglie tre pareggi con Ternana, Perugia edArezzo.

## Rosa
| N. |                   | Ruolo | Calciatore          |
| -- | ----------------- | ----- | ------------------- |
|    | Italia (bandiera) | D     | Mario Barbaresi     |
|    | Italia (bandiera) | A     | Giuliano Bertarelli |
|    | Italia (bandiera) | C     | Giancarlo Bianchini |
|    | Italia (bandiera) | P     | Armando Buffon      |
|    | Italia (bandiera) | A     | Renato Campanini    |
|    | Italia (bandiera) | D     | Giuliano Castoldi   |
|    | Italia (bandiera) | D     | Mario Colautti      |
|    | Italia (bandiera) | A     | Mauro Colombini     |
|    | Italia (bandiera) | C     | Steno Gola          |
|    | Italia (bandiera) | D     | Gaetano Legnaro     |

| N. |                   | Ruolo | Calciatore         |
| -- | ----------------- | ----- | ------------------ |
|    | Italia (bandiera) | A     | Claudio Macciò     |
|    | Italia (bandiera) | P     | Pier Luigi Masoni  |
|    | Italia (bandiera) | P     | Massimo Migliorini |
|    | Italia (bandiera) | C     | Ezio Minigutti     |
|    | Italia (bandiera) | C     | Giancarlo Natalini |
|    | Italia (bandiera) | D     | Abramo Pagani      |
|    | Italia (bandiera) | D     | Raffaele Schicchi  |
|    | Italia (bandiera) | A     | Massimo Silva      |
|    | Italia (bandiera) | D     | Sergio Vezzoso     |
|    | Italia (bandiera) | C     | Mario Vivani       |

## Risultati

### Serie B

#### Girone di andata
| Arbitro: | Panzino (Catanzaro) |

|  |           |           |
|  | Marcatori | 60’ Prato |

| Arbitro: | Cantelli (Firenze) |

|                                         |           |               |
| Banelli 14’ Bonfanti 55’ C. Petrini 66’ | Marcatori | 26’ Campanini |

| Arbitro: | Michelotti (Parma) |

|                                   |           |  |
| Colautti 24’ (rig.) Campanini 86’ | Marcatori |  |

| Arbitro: | Lazzaroni (Milano) |

|                                    |           |  |
| Colautti 24’ (aut.) Pasqualini 58’ | Marcatori |  |

| Arbitro: | Levrero (Genova) |

|                                   |           |  |
| Bertarelli 18’, 44’ Campanini 89’ | Marcatori |  |

| Arbitro: | Trinchieri (Reggio Emilia) |

|              |           |  |
| L. Villa 32’ | Marcatori |  |

| Arbitro: | Ciulli (Roma) |

|                |           |  |
| Bertarelli 48’ | Marcatori |  |

| Arbitro: | Bernardis (Roma) |

|                                                       |           |  |
| Bertarelli 11’ Colombini 41’, 85’ Consonni 74’ (aut.) | Marcatori |  |

| Arbitro: | Torelli (Milano) |

|                                                                 |           |                |
| Simoni 9’, 44’ Corradi 55’, 71’ (rig.), 87’ (rig.) Scarrone 82’ | Marcatori | 67’ Bertarelli |

| Arbitro: | Carminati (Milano) |

|                    |           |               |
| Paina 28’ Majo 90’ | Marcatori | 48’ Campanini |

| Arbitro: | Marino (Taranto) |

|                                    |           |             |
| Bertarelli 52’ Colautti 83’ (rig.) | Marcatori | 12’ Morello |

| Arbitro: | Menicucci (Firenze) |

|                       |           |                |
| E. Ferrari 56’ (rig.) | Marcatori | 20’ Bertarelli |

| Arbitro: | Porcelli (Lodi) |

|                              |           |  |
| Bertarelli 46’ Campanini 53’ | Marcatori |  |

| Arbitro: | Lupi (Genova) |

|                         |           |  |
| Silva 44’ Campanini 72’ | Marcatori |  |

| Arezzo 24 dicembre 1972 15ª giornata | Arezzo             | 0 – 0 | Ascoli | Stadio Comunale\| Arbitro: \| Reggiani (Bologna) \| |
| Arbitro:                             | Reggiani (Bologna) |       |        |                                                     |

| Ascoli Piceno 30 dicembre 1972 16ª giornata | Ascoli           | 0 – 0 | Novara | Stadio Cino e Lillo Del Duca\| Arbitro: \| Branzoni (Pavia) \| |
| Arbitro:                                    | Branzoni (Pavia) |       |        |                                                                |

| Arbitro: | Levrero (Genova) |

|                               |           |  |
| Vignando 10’ Zandoli 36’, 87’ | Marcatori |  |

| Arbitro: | Frasso (Capua) |

|  |           |                |
|  | Marcatori | 70’ Bertarelli |

| Arbitro: | Stagnoli (Bologna) |

|                    |           |  |
| Gola 12’ Silva 70’ | Marcatori |  |

#### Girone di ritorno
| Arbitro: | Calì (Roma) |

|                           |           |  |
| Mascheroni 6’, 47’ (rig.) | Marcatori |  |

| Ascoli Piceno 11 febbraio 1973 21ª giornata | Ascoli             | 0 – 0 | Catanzaro | Stadio Cino e Lillo Del Duca\| Arbitro: \| Reggiani (Bologna) \| |
| Arbitro:                                    | Reggiani (Bologna) |       |           |                                                                  |

| Arbitro: | Bernardis (Roma) |

|  |           |                     |
|  | Marcatori | 68’ (rig.) Colautti |

| Arbitro: | Pieroni (Roma) |

|              |           |  |
| Colautti 89’ | Marcatori |  |

| Arbitro: | Lenardon (Siena) |

|  |           |                     |
|  | Marcatori | 78’ (rig.) Colautti |

| Arbitro: | Motta (Monza) |

|  |           |                          |
|  | Marcatori | 12’ Delneri 70’ L. Villa |

| Mantova 18 marzo 1973 26ª giornata | Mantova        | 0 – 0 | Ascoli | Stadio Danilo Martelli\| Arbitro: \| Trono (Torino) \| |
| Arbitro:                           | Trono (Torino) |       |        |                                                        |

| Arbitro: | Busalacchi (Palermo) |

|              |           |                |
| Sigarini 48’ | Marcatori | 51’ Bertarelli |

| Arbitro: | Menegali (Roma) |

|               |           |  |
| Campanini 31’ | Marcatori |  |

| Arbitro: | Barbaresco (Cormons) |

|           |           |  |
| Silva 87’ | Marcatori |  |

| Arbitro: | Carminati (Milano) |

|             |           |  |
| Morello 76’ | Marcatori |  |

| Arbitro: | Barboni (Firenze) |

|                                                             |           |                 |
| Vezzoso 4’ Colautti 22’ (rig.) Bertarelli 43’ Colombini 77’ | Marcatori | 85’ Sanseverino |

| Reggio Calabria 6 maggio 1973 32ª giornata | Reggina                      | 0 – 0 | Ascoli | Stadio Comunale\| Arbitro: \| Agnolin (Bassano del Grappa) \| |
| Arbitro:                                   | Agnolin (Bassano del Grappa) |       |        |                                                               |

| Arbitro: | Trinchieri (Reggio Emilia) |

|             |           |                |
| Guerini 68’ | Marcatori | 86’ Bertarelli |

| Arbitro: | Celli (Trieste) |

|                         |           |                      |
| Campanini 63’, 73’, 83’ | Marcatori | 87’ (rig.) Bolognesi |

| Arbitro: | Mascali (Desenzano del Garda) |

|                 |           |                                  |
| Enzo 50’ (rig.) | Marcatori | 9’ Campanini 21’ Gola 67’ Macciò |

| Arbitro: | Bernardis (Roma) |

|                |           |  |
| Bertarelli 52’ | Marcatori |  |

| Arbitro: | Vannucchi (Bologna) |

|                              |           |              |
| Gola 30’ Colautti 75’ (rig.) | Marcatori | 49’ Franzoni |

| Arbitro: | Moretto (San Donà di Piave) |

|  |           |                                |
|  | Marcatori | 58’ (rig.) Bertarelli 75’ Gola |

### Coppa Italia

#### Primo turno
| Arbitro: | Serafini (Roma) |

|  |           |                       |
|  | Marcatori | 31’ Brugnera 75’ Riva |

| Arbitro: | Mascali (Desenzano del Garda) |

|                |           |              |
| Bertarelli 25’ | Marcatori | 14’ Cardillo |

| Perugia 3 settembre 1972 3ª giornata | Perugia                | 0 – 0 | Ascoli | Stadio Santa Giuliana\| Arbitro: \| Martinelli (Catanzaro) \| |
| Arbitro:                             | Martinelli (Catanzaro) |       |        |                                                               |

| Arbitro: | Calì (Roma) |

|                |           |                |
| Barlassina 26’ | Marcatori | 87’ Bertarelli |

## Statistiche

### Statistiche di squadra
| Competizione | Punti | In casa | In casa | In casa | In casa | In casa | In casa | In trasferta | In trasferta | In trasferta | In trasferta | In trasferta | In trasferta | Totale | Totale | Totale | Totale | Totale | Totale | DR  |
| Competizione | Punti | G       | V       | N       | P       | Gf      | Gs      | G            | V            | N            | P            | Gf           | Gs           | G      | V      | N      | P      | Gf     | Gs     | DR  |
| ------------ | ----- | ------- | ------- | ------- | ------- | ------- | ------- | ------------ | ------------ | ------------ | ------------ | ------------ | ------------ | ------ | ------ | ------ | ------ | ------ | ------ | --- |
| Serie B      | 48    | 19      | 15      | 2       | 2       | 31      | 7       | 19           | 5            | 6            | 8            | 14           | 24           | 38     | 20     | 8      | 10     | 45     | 31     | +14 |
| Coppa Italia | 3     | 2       | 0       | 1       | 1       | 1       | 3       | 2            | 0            | 2            | 0            | 1            | 1            | 4      | 0      | 3      | 1      | 2      | 4      | -2  |
| Totale       |       | 21      | 15      | 3       | 3       | 32      | 10      | 21           | 5            | 8            | 8            | 15           | 25           | 42     | 20     | 11     | 11     | 47     | 35     | +12 |

### Statistiche dei giocatori
| Giocatore     | Serie B  | Serie B | Coppa Italia | Coppa Italia | Totale   | Totale |
| Giocatore     | Presenze | Reti    | Presenze     | Reti         | Presenze | Reti   |
| ------------- | -------- | ------- | ------------ | ------------ | -------- | ------ |
| M. Barbaresi  | 12       | 0       | ?            | ?            | 12+      | 0+     |
| G. Bertarelli | 35       | 14      | ?            | ?            | 35+      | 14+    |
| G. Bianchini  | 1        | 0       | ?            | ?            | 1+       | 0+     |
| A. Buffon     | 6        | -7      | ?            | ?            | 6+       | -7+    |
| R. Campanini  | 34       | 11      | ?            | ?            | 34+      | 11+    |
| G. Castoldi   | 30       | 0       | ?            | ?            | 30+      | 0+     |
| M. Colautti   | 37       | 7       | ?            | ?            | 37+      | 7+     |
| M. Colombini  | 23       | 3       | ?            | ?            | 23+      | 3+     |
| S. Gola       | 36       | 4       | ?            | ?            | 36+      | 4+     |
| G. Legnaro    | 27       | 0       | ?            | ?            | 27+      | 0+     |
| C. Macciò     | 22       | 1       | ?            | ?            | 22+      | 1+     |
| P. Masoni     | 11       | -11     | ?            | ?            | 11+      | -11+   |
| M. Migliorini | 22       | -13     | ?            | ?            | 22+      | -13+   |
| E. Minigutti  | 38       | 0       | ?            | ?            | 38+      | 0+     |
| G. Natalini   | 1        | 0       | ?            | ?            | 1+       | 0+     |
| A. Pagani     | 11       | 0       | ?            | ?            | 11+      | 0+     |
| R. Schicchi   | 22       | 0       | ?            | ?            | 22+      | 0+     |
| M. Silva      | 21       | 3       | ?            | ?            | 21+      | 3+     |
| S. Vezzoso    | 31       | 1       | ?            | ?            | 31+      | 1+     |
| M. Vivani     | 36       | 0       | ?            | ?            | 36+      | 0+     |